# Pharmakant

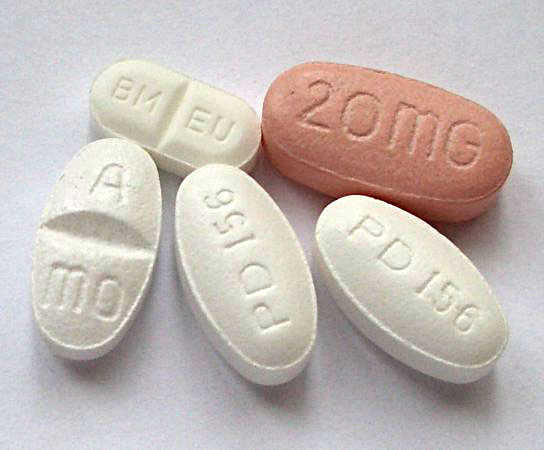
Das Herstellen von Medikamenten, hier Tabletten, steht im Mittelpunkt des Berufes Pharmakant.

Das Berufsbild des Pharmakanten ist in Deutschland der staatlich anerkannte Ausbildungsberuf der Fachperson für industrielle Arzneimittelherstellung. Dabei bedient, wartet und pflegt er die Anlagen und Maschinen zur Produktion von allen Arzneimittelformen wie Pulvern, Tabletten, Dragees, Salben, Pasten und Cremes, Säften und anderen Flüssigkeiten. Er verpackt und lagert diese Produkte nach besonderen hygienischen Vorschriften, auch in steriler Form bei z. B. Lösungen für Injektionszwecke. Außerdem wiegt und dosiert er die Vorprodukte und steuert die vielfach automatisch arbeitenden Anlagen.

## Ausbildung
Der Beruf wird in Form der dualen Ausbildung erlernt. Schulischer Schwerpunkt liegt vor allem auf dem Fach Chemie. Eine gute Ergänzung zu der Praxis im Betrieb ist der praktische Unterricht in der Schule, wo im kleinen Maßstab gelernt wird, wie man z. B. Granulate herstellt, Tabletten presst, Brausepulver produziert oder Salben anrichtet. Jedoch ist die Schule nicht verpflichtet, einen praktischen Unterrichtsteil anzubieten.
Manche Firmen bieten einen sogenannten Werksunterricht an, in dem chemische, physikalische und analytische Grundkenntnisse erworben werden können.
Die Regelausbildungszeit beträgt dreieinhalb Jahre. Es gibt zwei praktische und theoretische Abschlussprüfungen. Abschlussprüfung Teil 1 (ehemalige Zwischenprüfung) findet nach 2 Jahren statt. Teil 2 in der Regel nach 3,5 Jahren.
Realschüler und Gymnasiasten können eine Verkürzung der Ausbildungszeit erreichen. Eine Verkürzung auf 3 oder 2,5 Jahre ist unter bestimmten Voraussetzungen möglich. Eine Verkürzung muss zusammen mit dem Ausbildungsbetrieb und unter Zustimmung der Berufsschule bei der zuständigen Industrie- und Handelskammer beantragt werden.
Im Abschlussjahr 2022/2023 haben laut IHK-Statistik 117 Personen an der Prüfung als Pharmakant teilgenommen. Zum Vergleich waren es im gleichen Zeitraum 1.319 Prüfungen als Chemikant.
Weiterbildungsmöglichkeiten sind:
- Industriemeister Pharmazie
- Chemietechniker
- Geprüfter Technischer Betriebswirt
- Pharmareferent

### Aufgaben
- Produktion von Granulaten, Pulvern, Tabletten, Kapseln, Dragees, Salben etc.
- Herstellung von Lösungen und Suspensionen
- Reinigen von Maschinen und Räumen
- Bedienung von Maschinen
- Bedienung von EDV-Anlagen, Steuer-Computern, Messgeräten/Waagen
- Beschriftung von Räumen, Behältern und Arbeitsmaterial
- Dokumentation der Arbeitsschritte
- Überprüfung des Produkts und der Ausbeute
- Verpackung von Produkten
- Qualitätskontrolle und -sicherung, z. B. durch Inprozesskontrollen (bestimmen physikalischer Größen)[1][2]

### Schwerpunkte

Korrektes Ablesen des Meniskus ist Grundvoraussetzung für richtige Messergebnisse bei beispielsweise der Titration

- Herstellen von Arzneimittel im industriellen Maßstab
- Einsetzen von Energieträgern und rationelle Energienutzung
- Einsetzen, Pflegen und Instandhalten von Arbeitsgeräten
- Bearbeiten von Werkstoffen und Herstellern von Schlauch- und Rohrverbindungen
- Umgehen mit Arbeitsstoffen
- Vereinigen, Trennen und Reinigen von Arbeitsstoffen
- Messen physikalischer Größen und Bestimmen von Stoffkonstanten
- Anwenden mikrobiologischer Arbeitstechniken
- Dokumentieren von Arbeitsabläufen und -ergebnissen
- Verpacken, Lagern und Disponieren
- Kontrollieren, Steuern und Sichern der Herstellungsqualität
- Messen, Steuern und Regeln
- Durchführen informationstechnischer Arbeiten
- Hilfe bei der Fortentwicklung bestehender Verfahren und bei der Entwicklung neuer Darreichungsformen[1][2]

### Anforderungen
Ein Pharmakant braucht ein gutes Verständnis von den chemischen und physikalischen Vorgängen, die bei der Produktion von Arzneimitteln vor sich gehen. Interesse an Maschinen und Fähigkeiten im Kopfrechnen sind von großem Vorteil. Außerdem muss man sich für diesem Beruf einen ausgeprägten Sinn für Hygiene und Ordnung aneignen.